# Ресторан Ковач
Ресторан Ковач је отворен у недељу, 29. маја 1932. године у Београду на првобитној адреси Шумадијска улица 117, после адреса Авалски пут, а данас Булевар ослобођења 221.

## Историјат
Кафане пишу историју једног града, а такав је и Београд. Године 1932, 29. маја је отворена кафана и башта Ковач. После скоро 90 година постојања, кафана је задржала прави кафански дух. У кафани је задржан спој традиционалног и савременог. Стара кућа на углу је реновирана 2005. године, али је задржала своју аутентичност из старих времена. Домаћинска атмосфера дочекује и стране и домаће госте.
До кафане се стизало трамвајем број 10, а станица је била тачно код кафане. Угоститељи су били Лаза Келић звани Струја и Љуба Савић звани Ћале.

## Јеловник
У јеловнику су заступљена традиционална српска јела: проја, бели сир, кајмак, пршут, домаћи мешени хлеб, јагњетина и телетина испод сача, различита јела са роштиља. Ту се припрема домаћа зимница на старински начин у дрвеним кацама, бурадима и стакленим теглама. Од слатикиша су на менију ораснице, баклаве, кремпите.
Од пића се служе домаће ракије (од шљиве, малине), али и домаћа и инострана вина.

## Занимљивости
- Оглас за музику и позив да се посети кафана Ковач.[4]
- Оглас за посету ресторану - кафани Ковач у коме моле за посету власници и рекламирају Малог Мирка са браћом који свирају.[5]
- Старт трке мотоциклима са приколицама испред кафане Ковач.[6]